# 東京都立多摩科学技術高等学校
東京都立多摩科学技術高等学校（とうきょうとりつ たまかがくぎじゅつこうとうがっこう、英: Tokyo Metropolitan Tama High School of Science and Technology）は、東京都小金井市本町にある東京都立高等学校。
略称は、東京都立科学技術高等学校や東京工業大学附属科学技術高等学校、科学技術学園高等学校と区別するため「多摩科技」「TKG」と呼ばれる。
スーパーサイエンスハイスクール (SSH)指定校(科学技術人材育成重点枠)、英語教育推進校、進学指導推進校。

## 概要
多摩地域の中核となる理系進学校を目指して、小金井工業高等学校（現：夜間定時制）内に2010年（平成22年）に開校。初代校長には日産自動車から招いた役山孝志が就任。1学年6クラスで1クラスは35人の少人数制である。2012年（平成24年）スーパーサイエンスハイスクール (SSH) に指定された。
1年次より「工業技術基礎」「科学技術と人間」といった独自科目があり、3年には卒業研究を実施する。カリキュラムは難関大学受験を重視したもので、国公立大学進学にも力を入れる。年18回の土曜授業を行っており、土曜日や長期休業中には、進学対策補習なども行っている。設備、施設に関しては科学技術科ならではの装置が非常に充実しており、主な物としてコンピュータはiMac24台を含む生徒用機約220台、電子顕微鏡、電子線描画装置、カーボンナノチューブ製造装置、3Dプリンタ、クリーンベンチ、ドラフトチャンバー、オートクレーブ、DNAシーケンサ、ロータリーエバポレーター、ソックスレー抽出器、高速液体クロマトグラフ装置 (HPLC)、イオンクロマトグラフ装置 (IC)、フーリエ変換赤外分光光度計 (FT-IR)、紫外可視分光光度計 (UV-VIS) および近赤紫外可視分光光度計( NIR-UV-VIS)、ガスクロマトグラフ装置 (GC) およびガスクロマトグラフ質量分析計 (GC-MS)、X線回折装置、原子吸光分析装置、蛍光X線分析装置、誘導結合プラズマ発光分光分析装置等が挙げられる。
- 科学技術基礎・情報技術基礎

1年次で先端技術4領域と呼ばれる、BT（バイオテクノロジー）/ET（エコテクノロジー）/IT（インフォメーションテクノロジー）/NT（ナノテクノロジー）の実習を行い、2年次に進級する際に4領域から選択して専門的な研究を進めていく。
- 課題研究（2年次）・卒業研究（3年次）
  - BT（バイオテクノロジー）
  - ET（エコテクノロジー）
  - IT（インフォメーションテクノロジー）
  - NT（ナノテクノロジー）

## 沿革

### 年表
- 2008年（平成20年）4月1日 - 開設準備室を、東京都立小金井工業高等学校内に設置。当時の仮称は「東京都立小金井地区科学技術高等学校」[1]。
- 2009年（平成21年）10月2日 - 東京都立多摩科学技術高等学校が設置される[1]。
- 2010年（平成22年）4月 - 第1回入学式が挙行され[1]、開校。
- 2011年（平成23年）9月 - 新校舎へ移転[1]。
- 2012年（平成24年）4月 - スーパーサイエンスハイスクールに指定される。（指定期間は5年間）
- 2017年（平成29年）4月 - スーパーサイエンスハイスクール（2期目）に指定される。（指定期間は5年間）
- 2018年（平成30年）4月 - 進学指導推進校に指定される。（指定期間は5年間）
- 2022年（令和4年）4月 - スーパーサイエンスハイスクール（3期目）に指定される。（指定期間は5年間）

## 学校教育目標
- 科学技術への好奇心と探究心を育て、創造力を伸ばす
- 進学実現に必要な学力を確実に育てる
- 柔軟な発想力と論理的な課題解決力を育てる
- 社会人としての責任感と豊かな人間性を育てる
- 自らの可能性に気づかせ、未来をひらく志を育てる

## 育てたい生徒像
- 先端科学技術のみならず広く自然科学への知的好奇心・探求心・学ぶ意欲に富む生徒
- 将来の科学技術分野を担うスペシャリストを目指す、志あふれる生徒
- 地球環境問題、技術者の倫理観など、現代社会における科学技術と人間のかかわりを学ぶ中で、幅広い教養と豊かな人間性を有する生徒

## 生活指導方針
豊かな人間性を併せ持つ人になってほしいと考え、次のことに力を入れている。
- 基本的生活習慣や規範意識の定着
- 遅刻、頭髪、化粧、服装指導の徹底（染髪・パーマ等禁止）
- 自他ともに思いやる態度・姿勢を育成
- 全教員の共通認識に基づく一貫した指導
- いじめ防止基本方針

## 部活動
（出典：）
運動系
- 水泳部
- バレーボール部
- 硬式テニス部
- サッカー部
- 卓球部
- 剣道部
- バドミントン部
- 陸上部
- バスケットボール部

文化系
- 科学研究部
  - 生物班
  - 化学物理班
  - 生活科学班
  - 数学班
- 写真部
- 美術・イラスト部
- パソコン部
- 天文部
- ボランティア部
- 吹奏楽部
- 軽音楽部
- ロボット研究部
- 無線工作部

## 教育方針
- 育てたい生徒像
  - 先端科学技術のみならず広く自然科学への知的好奇心・探究心・学ぶ意欲に富む生徒
  - 将来の科学技術分野を担うスペシャリストを目指す、志あふれる生徒
  - 地球環境問題、技術者の倫理観など、現代社会における科学技術と人間のかかわりを学ぶ中で、幅広い教養と豊かな人間性を有する生徒
- 教育目標
  - 科学技術への好奇心と探究心を育て、創造力を伸ばす
  - 進学実現に必要な学力を確実に育てる
  - 柔軟な発想力と論理的な課題解決力を育てる
  - 社会人としての責任感と豊かな人間性を育てる
  - 自らの可能性に気づかせ、未来をひらく志を育てる

## 学校行事
- 遠足
- 体育祭
- 科学技術アドバイザー
- 科学の祭典（1年生）
- 多摩未来祭（文化祭）
- 卒業研究発表会（3年生）
- 芸術鑑賞教室
- 修学旅行（2年生）
- サイエンスワークショップ
- 課題研究発表会（2年生）
- 科学技術特別講演

## アクセス
- JR中央線 武蔵小金井駅 徒歩10分